# St Michael Caerhays
St Michael Caerhays est une paroisse civile et un village des Cornouailles, en Angleterre.